# Polypedates mutus
Polypedates mutus és una espècie d'amfibi que viu a la Xina, Myanmar, Vietnam i, possiblement també, a Laos i Tailàndia.
Està amenaçada d'extinció per la pèrdua del seu hàbitat natural.